# Monika Zbucka-Krętowska
Monika Zbucka-Krętowska – polska ginekolog, profesor nauk medycznych i nauk o zdrowiu.

## Życiorys
W 2002 ukończyła studia medyczne w Akademii Medycznej w Białymstoku, w 2007 obroniła pracę doktorską pt. Ekspresja genów receptorów estrogenowych α i β receptora progesteronowego, aromatazy oraz tomoreguliny 2 w myometrium i mięśniakach macicy, której promotorem był prof. Sławomir Wołczyński w 2018 habilitowała się na podstawie pracy zatytułowanej Badania mechanizmów patogenetycznych i wczesnych biomarkerów wybranych patologii ciąży. W 2024 uzyskała tytuł profesora nauk medycznych i nauk o zdrowiu.
Pracuje na Uniwersytecie Medycznym w Białymstoku.